# Drosophila xanthia
Drosophila xanthia este o specie de muște din genul Drosophila, familia Drosophilidae, descrisă de Tsacas în anul 1981.
Este endemică în Camerun. Conform Catalogue of Life specia Drosophila xanthia nu are subspecii cunoscute.